# Італійський романтизм

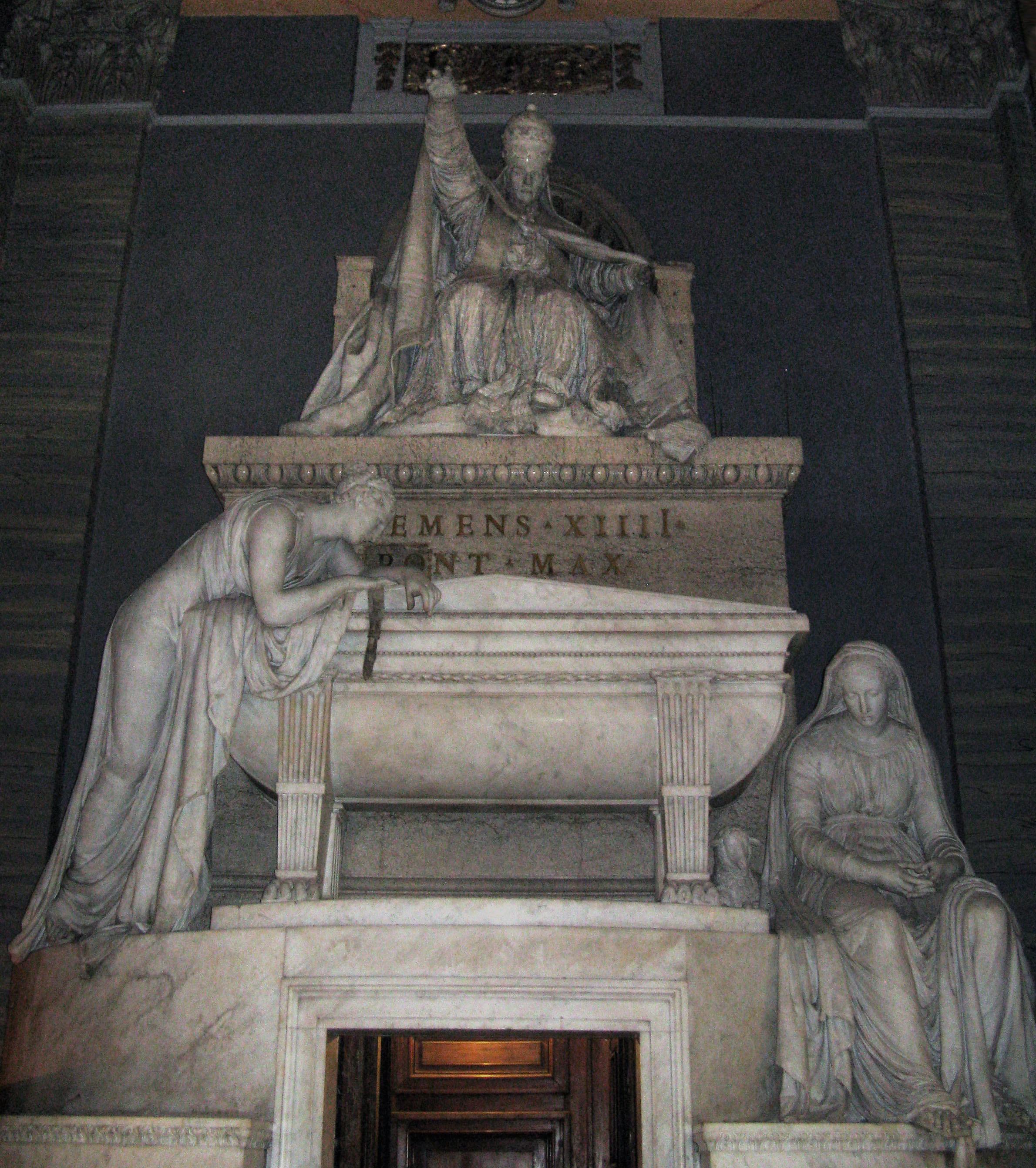
Антоніо Канова, надгробок папи римського Климента XIV.

Італі́йський романти́зм в літерату́рі — своєрідне явище порівняно з літературою інших країн Європи. Причиною тому є те, що італійський романтизм розвивався іншими шляхами і в інших формах, ніж в «заальпійській Європі». Роль відіграв також суспільно-політичний стан країни, її тісним зв'язком з Рісорджименто — періодом національно-визвольного руху італійського народу проти іноземного панування, за об'єднання роздробленої Італії.

## Історія
Початком італійського романтизму вважається 1816 p., коли з'явилися перші статті, в яких ставилося питання про романтизм та необхідність його впровадження в італійську літературу. Після політичної поразки Наполеона Бонапарта, в усій Європі життя проходило під знаком монархічної реставрації — повернення дореволюційного устрою і кордонів, авторитетів і вірувань, консервативних ідей і досит реакційних цінностей. Для Італії доба Реставрації означала поновлення австрійського панування в північній частині країни, відновлення обскурантної Папської держави в центральній, неаполітанської гілки династії Бурбонів у південній. Разом з тим, Італія була в той час і винятком серед країн Європи, в тому значенні, що реакції тут не вдалося обірвати визвольно-революційний процес. На реставраційні зусилля реакції Італія відповіла рухом карбонаріїв, який вже в 1815—1816 pp. набув великого розмаху і вилився в масштабне повстання 1820—1821 pp., що охопило Неаполь, Сицилію і П'ємонт. Ще одне карбонарійське повстання у 1830—1831 pp. відбулося в центральній Італії.
На цьому етапі в італійській літературі відбуваються важливі зміни, провідним її напрямом стає романтизм. Але це не означало «подолання» чи витіснення неокласицизму, він продовжував розвиватися в італійській літературі до кінця Рісорджіменто, чи то синтезуючись з романтизмом, чи то прокладаючи окреме русло.

## Особливості

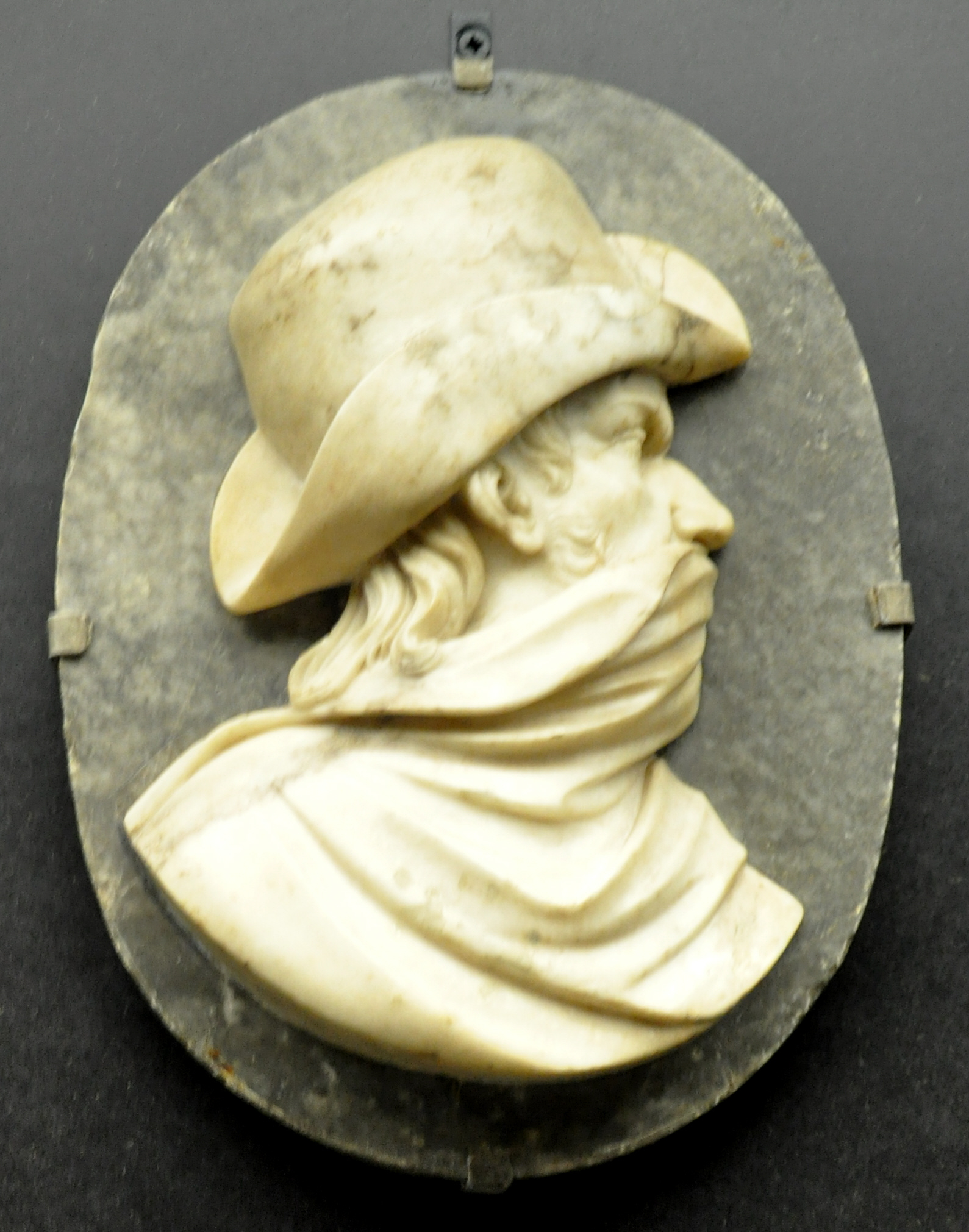
Антоніо Канова, «Алегорія зими»

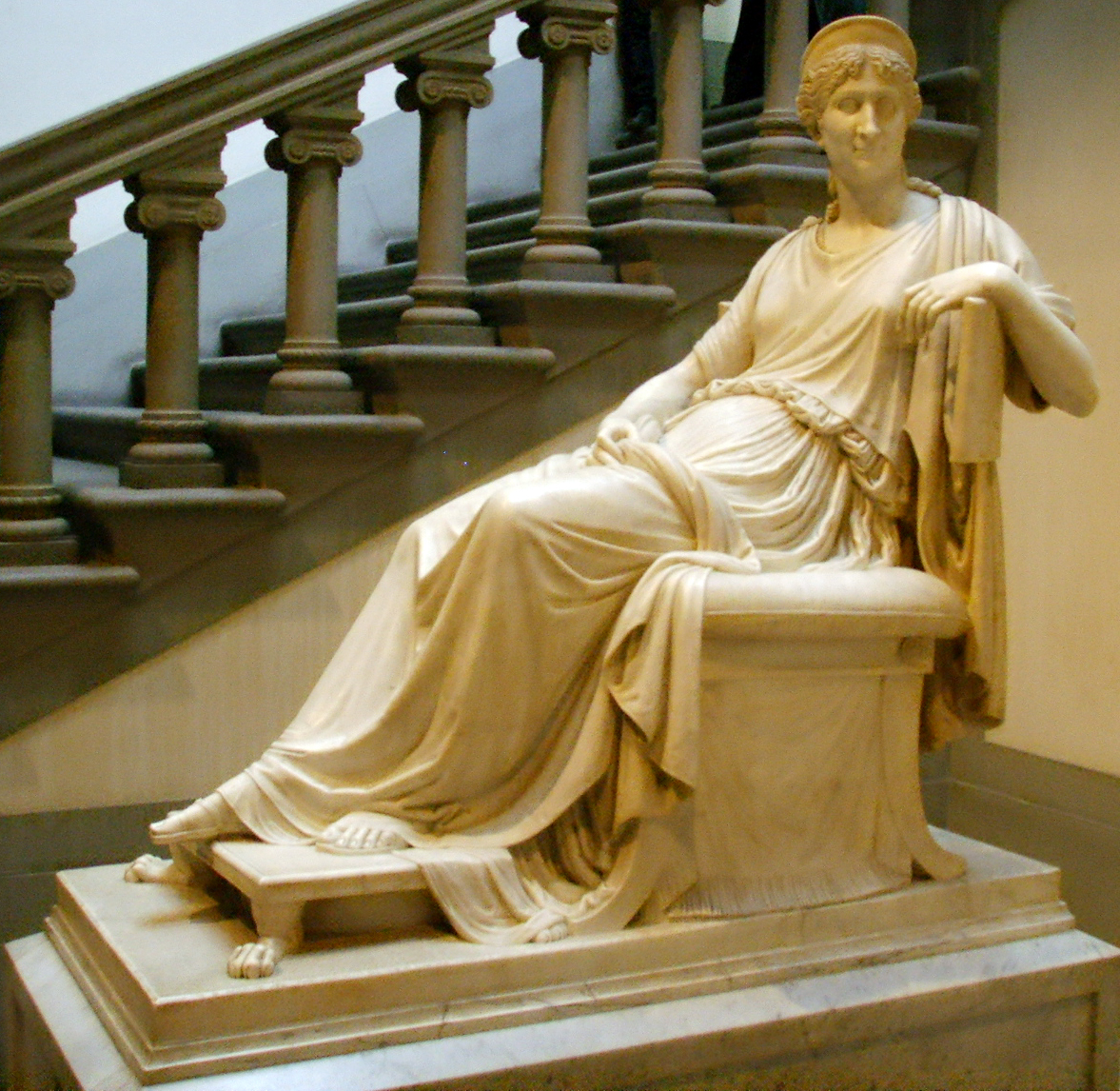
Антоніо Канова, мати Наполеона як римська матрона. Флоренція

На тлі визіольно-революційному процесі з'являється особливий зв'язок і співвідношення романтизму з неокласицизмом в Італії, країні з особливо глибокими класичними традиціями в образотворчому мистецтві. В усіх європейських літературах на ранній, предромантичній стадії романтизм перебував у «мирних» стосунках з неокласицизмом, стосунках взаємозв'язку і взаємодії. Але пізніше у французькій, німецькій та інших літературах цей художній комплекс розпадається, між романтизмом і класицизмом розгортається запекла боротьба, відомі «романтичні баталії», що завершуються усуненням пізнього класицизму як «застарілої» художньої системи. Якщо розглядати італійських романтиків, то вони не стільки заперечували національний класицизм, скільки прагнули його асимілювати й трансформувати. Специфічна особливість італійського романтизму полягає в тому, що він на перше місце ставив не естетико-художні, а громадсько-політичні проблеми.
З 1816 року в колах літераторів розпочалися жваві дискусії про романтизм та чи доцільно відмовлятися від усталених традицій та започаткувати нові. Літератори розбилися на два табори. Перші вважали, що свідомість італійського народу можна успішніше підготувати до нової боротьби шляхом повернення до традицій уславленого минулого: це були класицисти. Інші, романтики, мріяли про поезію більш нову й сучасну, ближчу душі народу, адекватнішу сучасному змісту, більш розмаїту, гнучку й вільну за формою. Того ж року з'явилася брошура Л. ді Бреме «Про несправедливість деяких літературних суджень італійців», в якій автор закликав відмовитися від культу національної класики й звернутися до досвіду романтичної літератури інших країн Європи. Наприкінці того ж року поет Дж. Берше оприлюднив переклади «Дикого мисливця» та «Ленори», двох балад Бюргера, супроводивши їх «Напівсерйозним листом Кризостомо своєму синові», який вважається першим літературним маніфестом італійського романтизму, де були сформульовані його принципові теоретичні засади. Берше чітко розмежовує класичну й романтичну літературу, а головну відмінність між ними вбачає у тому, що перша пішла шляхом наслідування античності, друга ж вважає своїм наставником природу й звертається не до минулого, а до сучасного життя. За цим іде відоме категоричне твердження Берше: «Класична поезія — поезія мертвих, поезія романтична — поезія живих». Та цікаво зазначити, що поезія самого Берше далеко не вільна від класицистичних елементів.
Сходні процеси відбувались і в італійському образотворчому мистецтві. Низка художників і скульпторів Італії старанно відтворювала стилістику пізнього класицизму (художники Вінченцо Камуччіні(1771—1844) та Андреа Аппіані (1754—1817), скульптори Лоренцо Бартоліні (1777—1850) та Антоніо Канова). Навіть праця в Італії декотрих представників романтизму інших країн (російські художники Карл Брюллов та Орест Кіпренський, англієць Вільям Тернер,) мало досить обмежений вплив на художню практику в самій Італії. Відвідав Італію і французький романтик Теодор Жеріко (в 1816—1817 рр.), але країна перебувала а початковому етапі запровадження романтизму і не була ще готова сприйняти новітні ідеї.

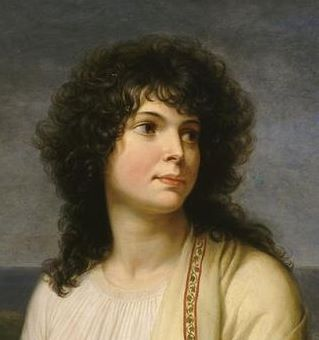
Андреа Аппіані, «мадам Гамелін».
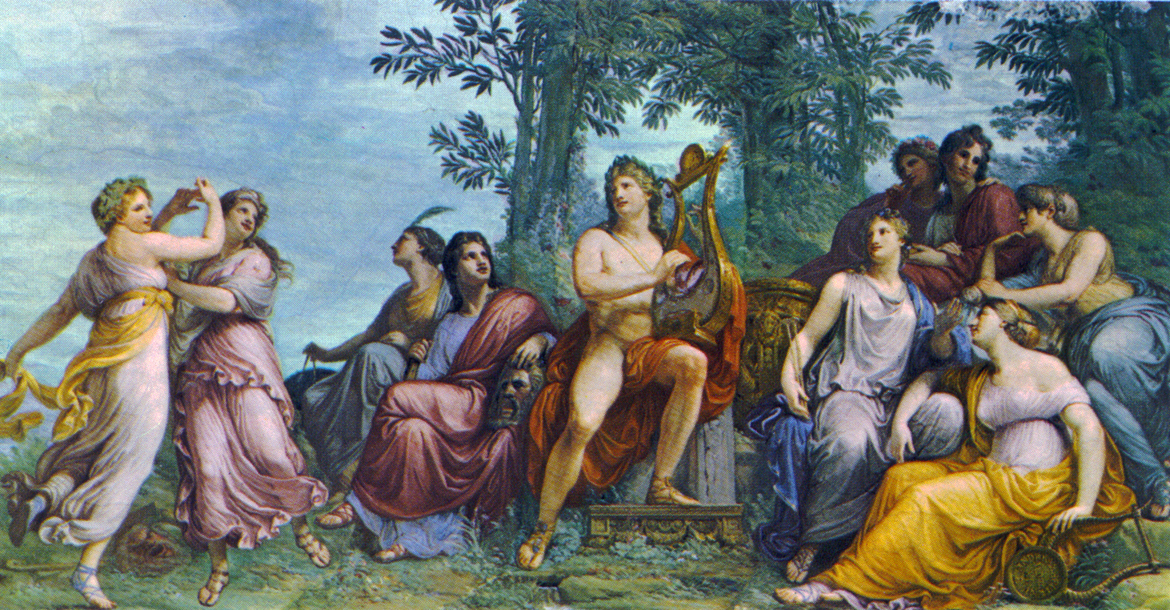
Андреа Аппіані, Парнас, 1811 р.
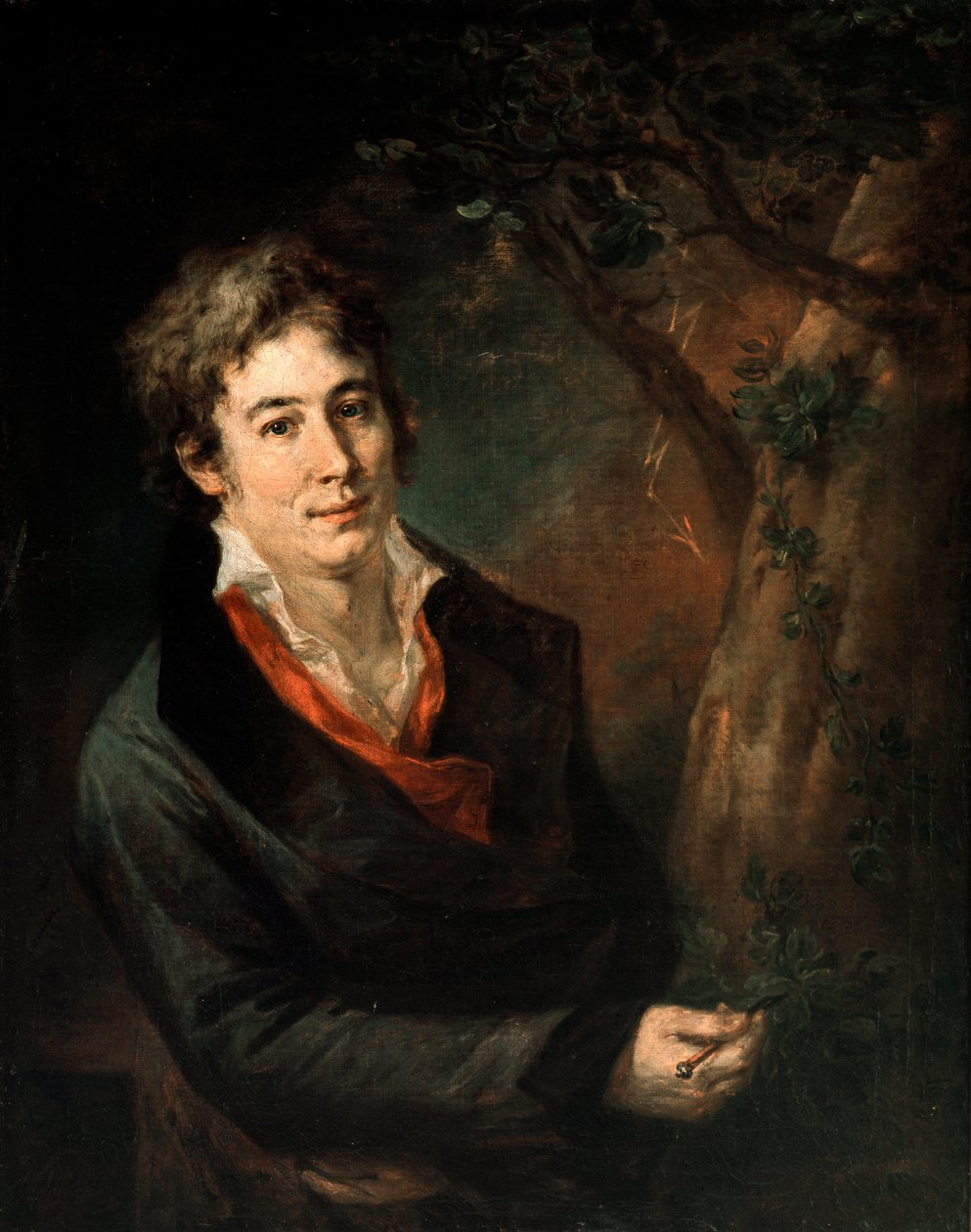
Андреа Аппіані, «Портрет Уго Фосколо».
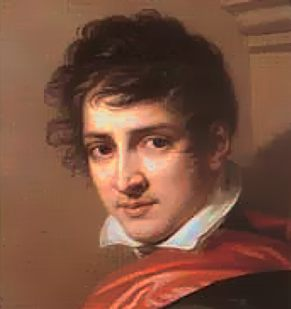
Вінченцо Камуччіні, «Автопортрет»
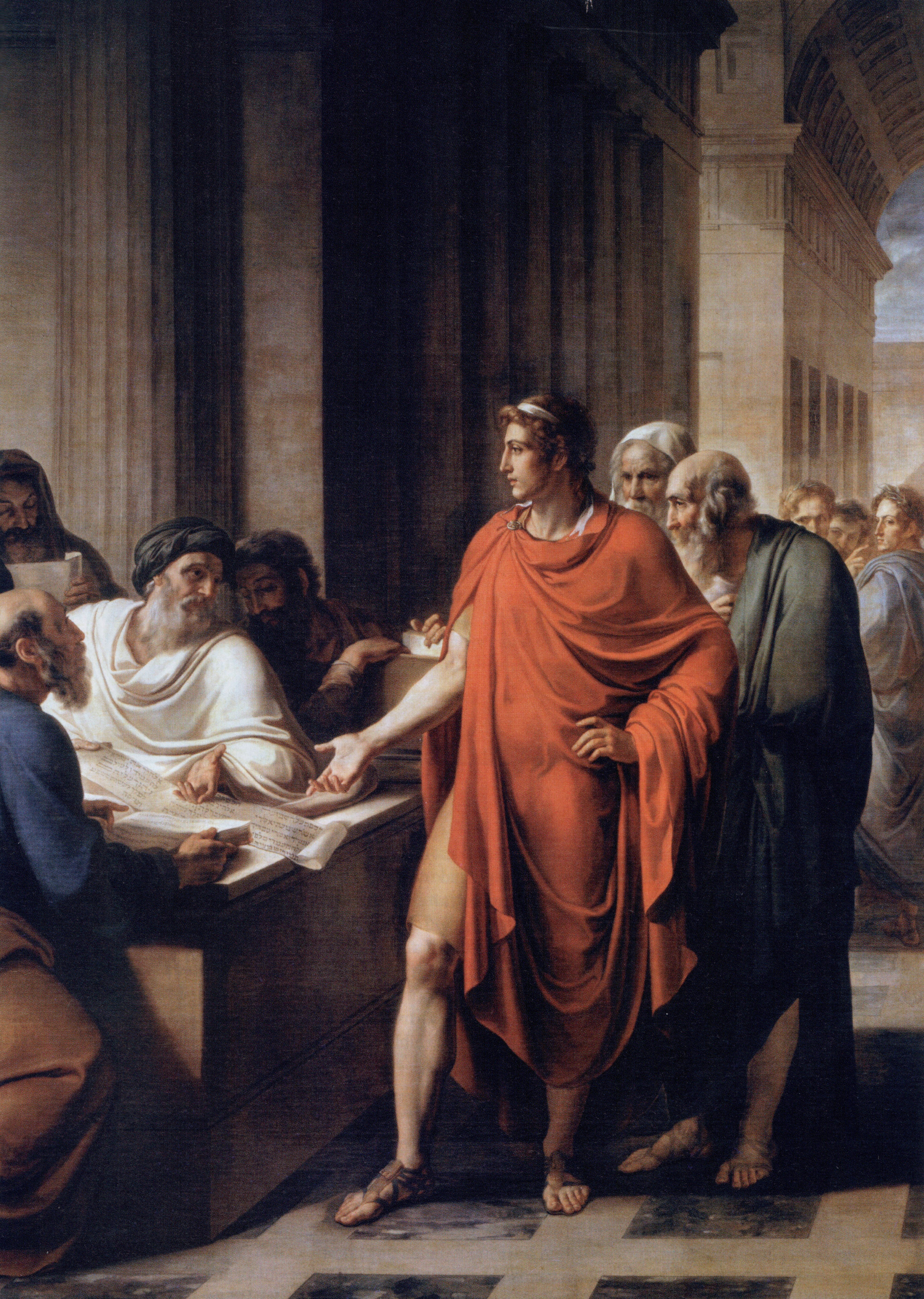
Вінченцо Камуччіні,«Цар Філадельф Птолемей в Александрійській бібліотеці», Каподімонте, Неаполь.
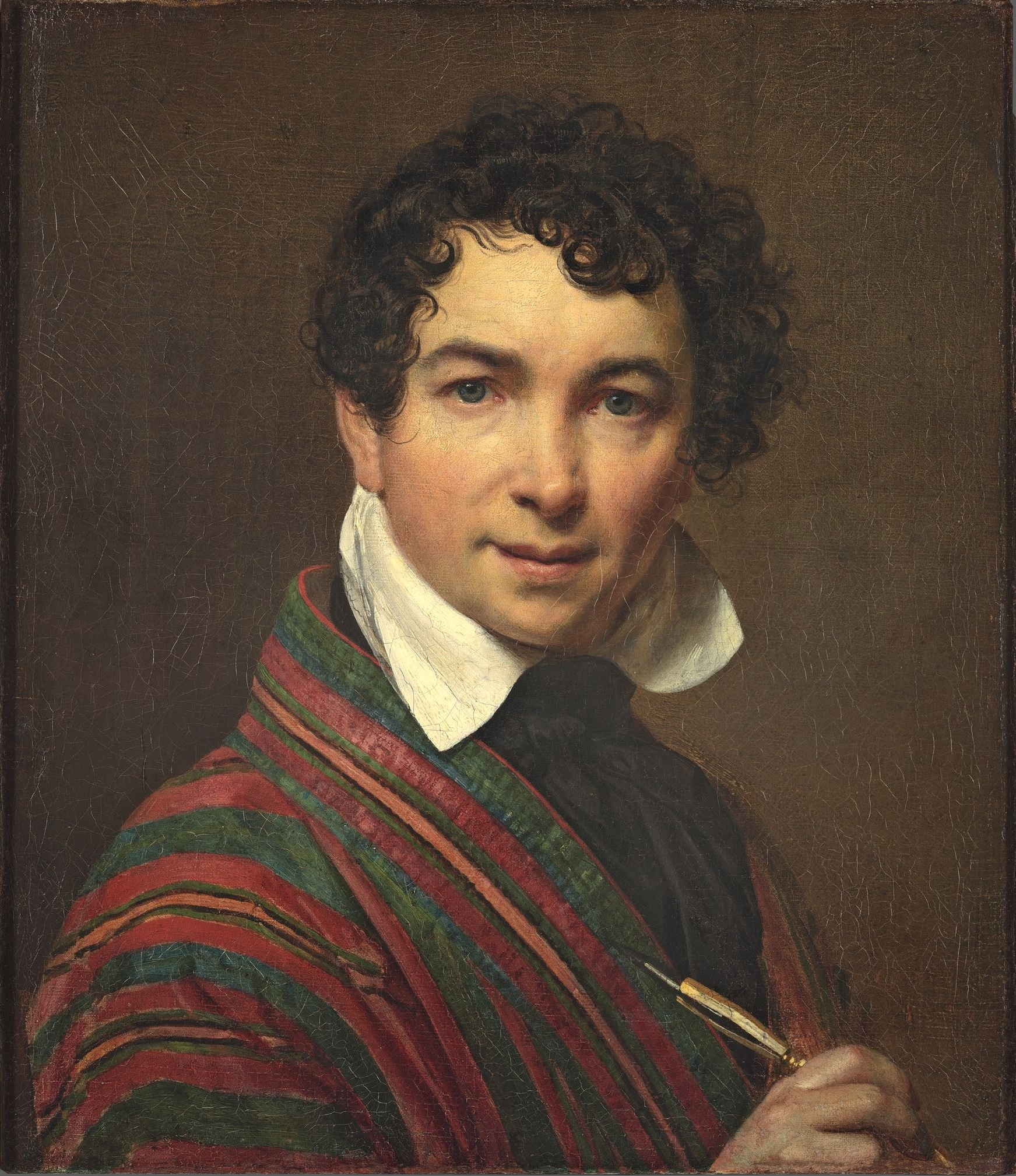
Орест Кіпренський, «Автопортрет»
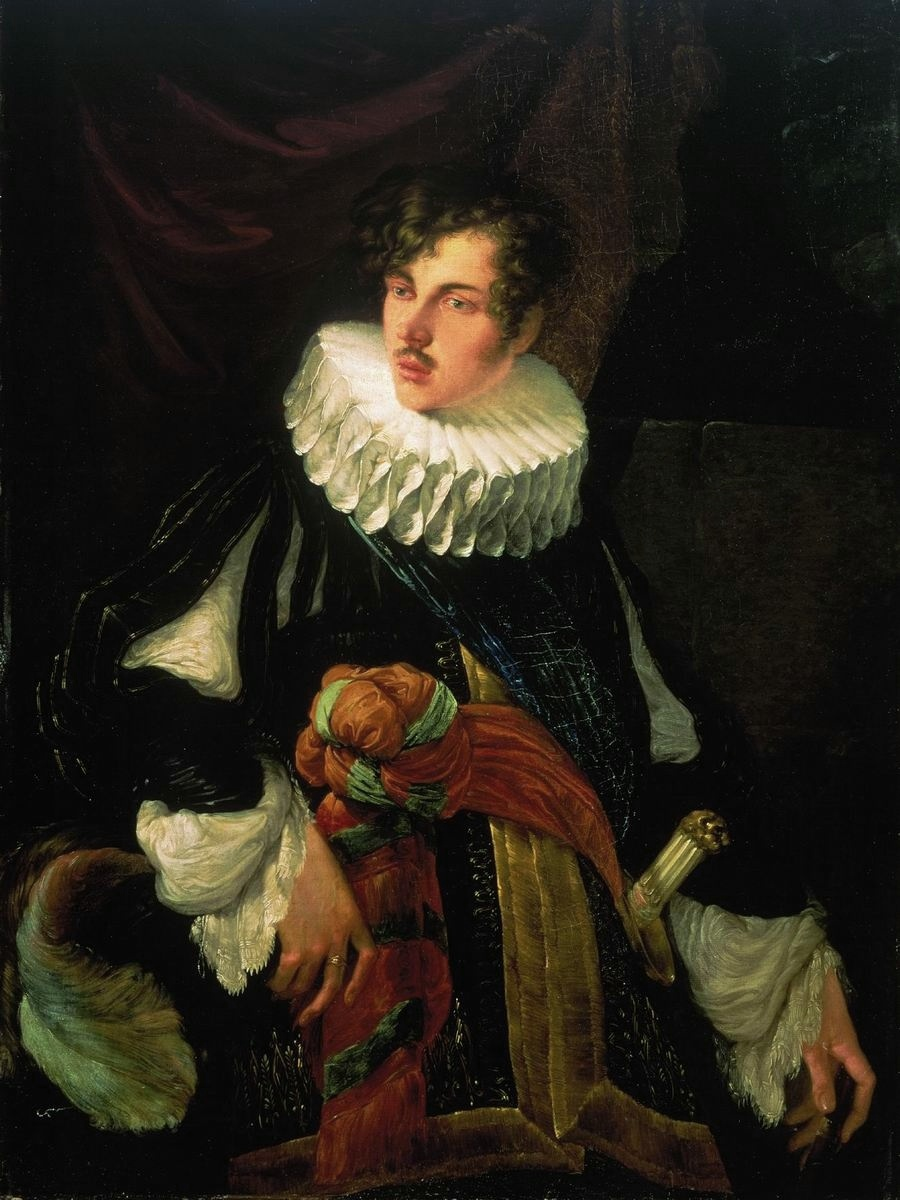
Орест Кіпренський, «Василь Перовський в карнавальному вбранні»
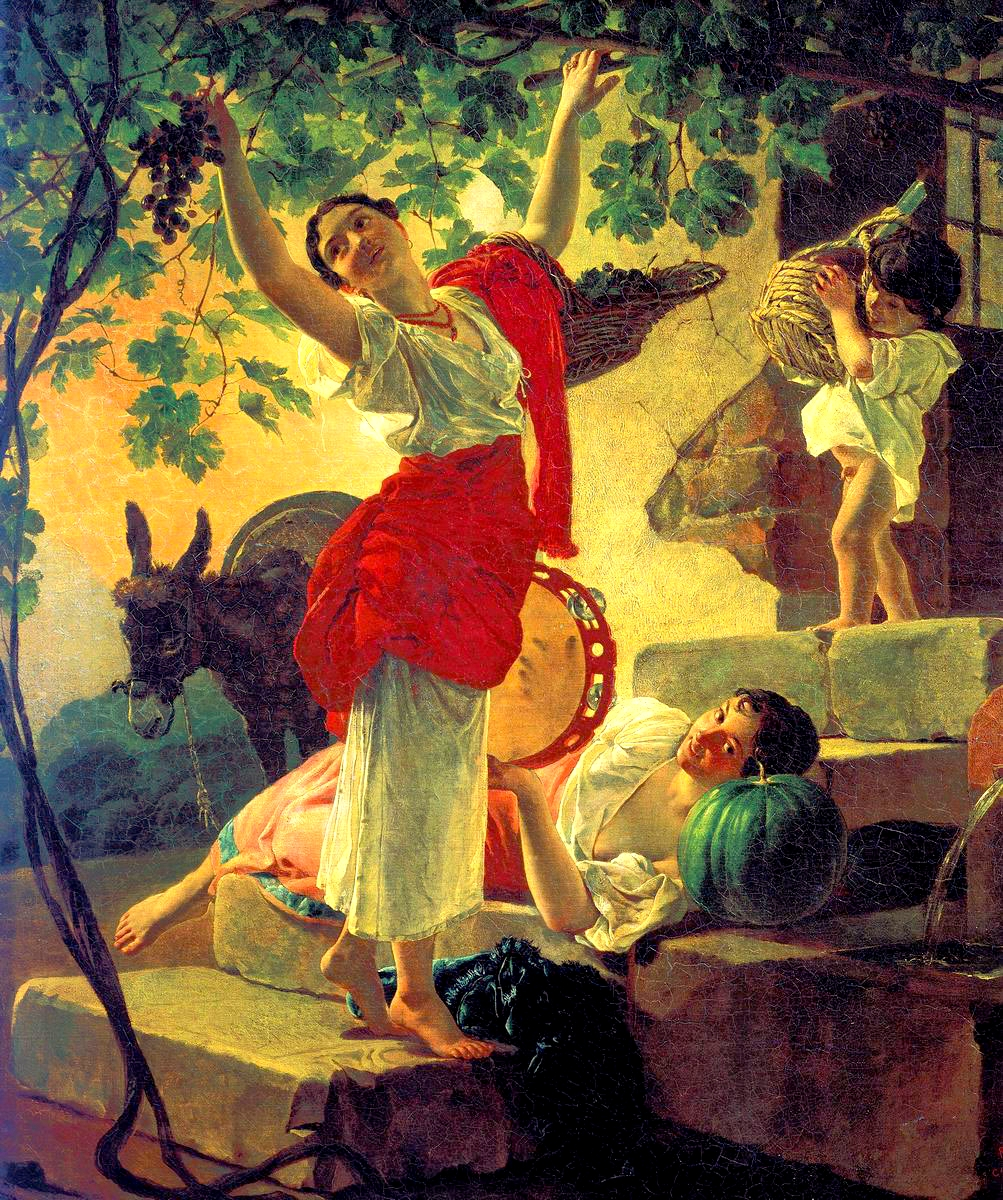
Карл Брюллов, «Італійка, що збирає виноград на околиці Неаполя», 1827 р.
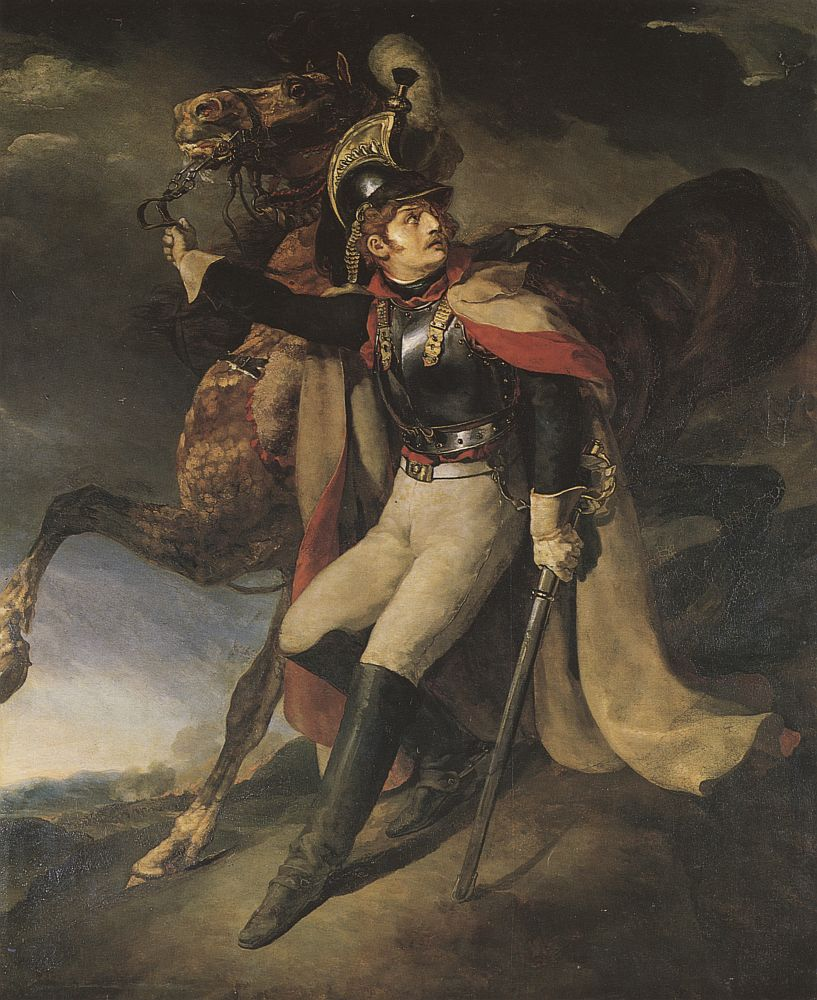
Теодор Жеріко, «Поранений кірасір»
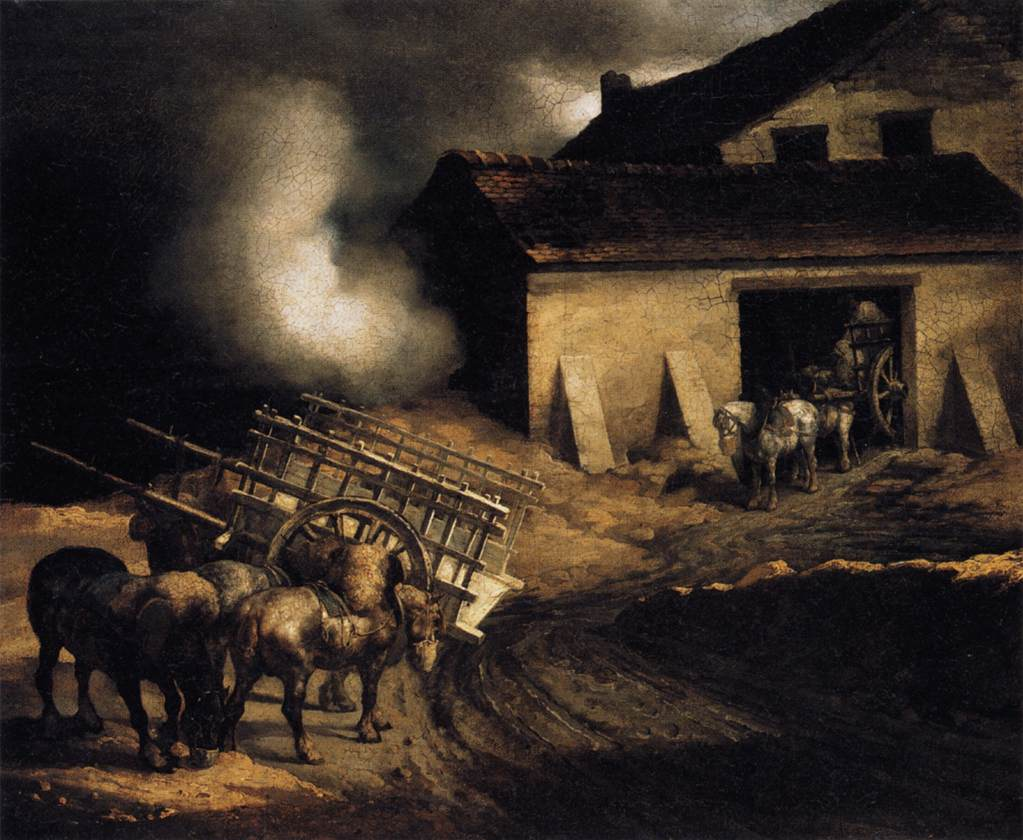
Теодор Жеріко, «Піч для випалення вапна», 1823 р.

## Специфіка італійського романтизму в літературі

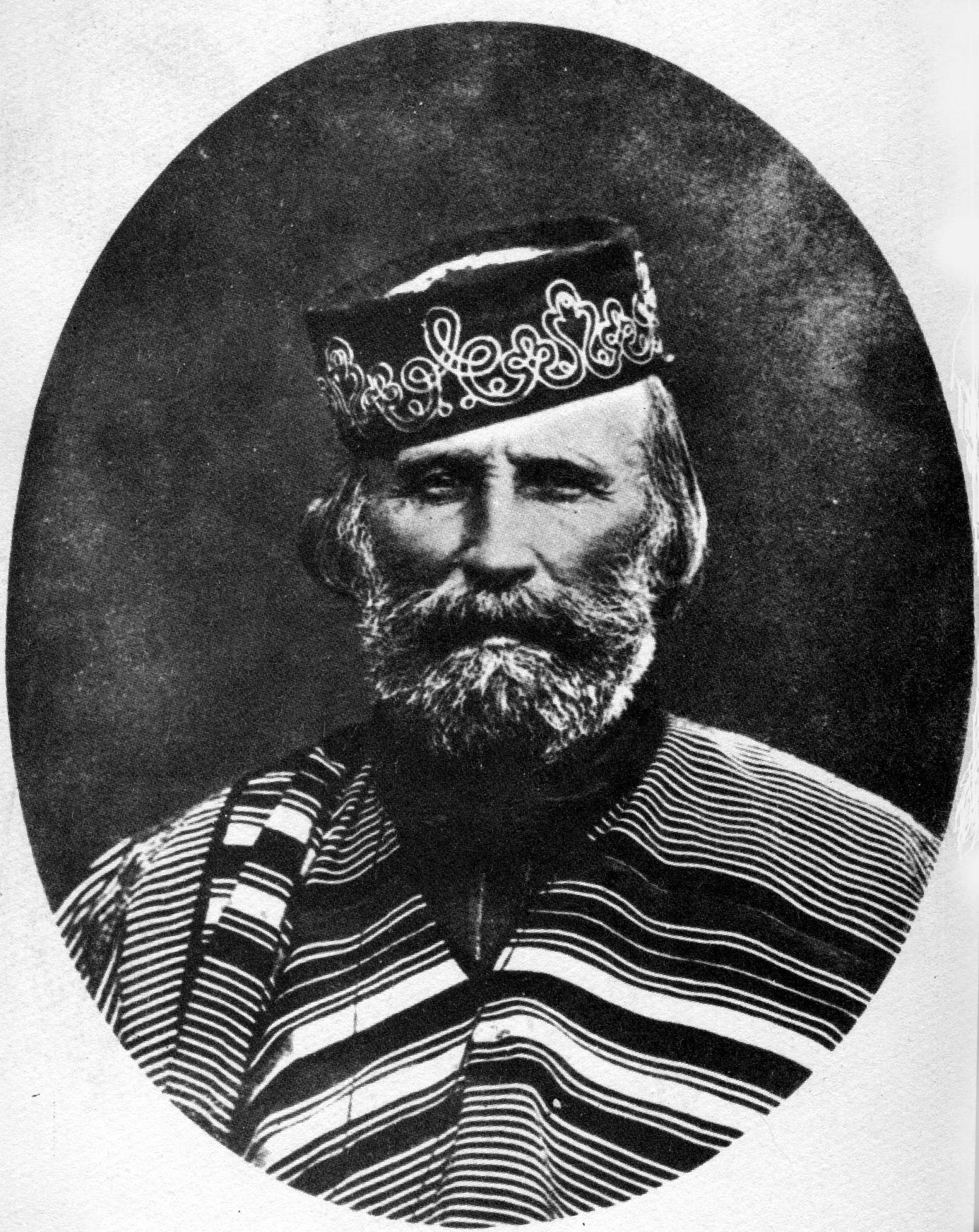
Джузеппе Гарібальді

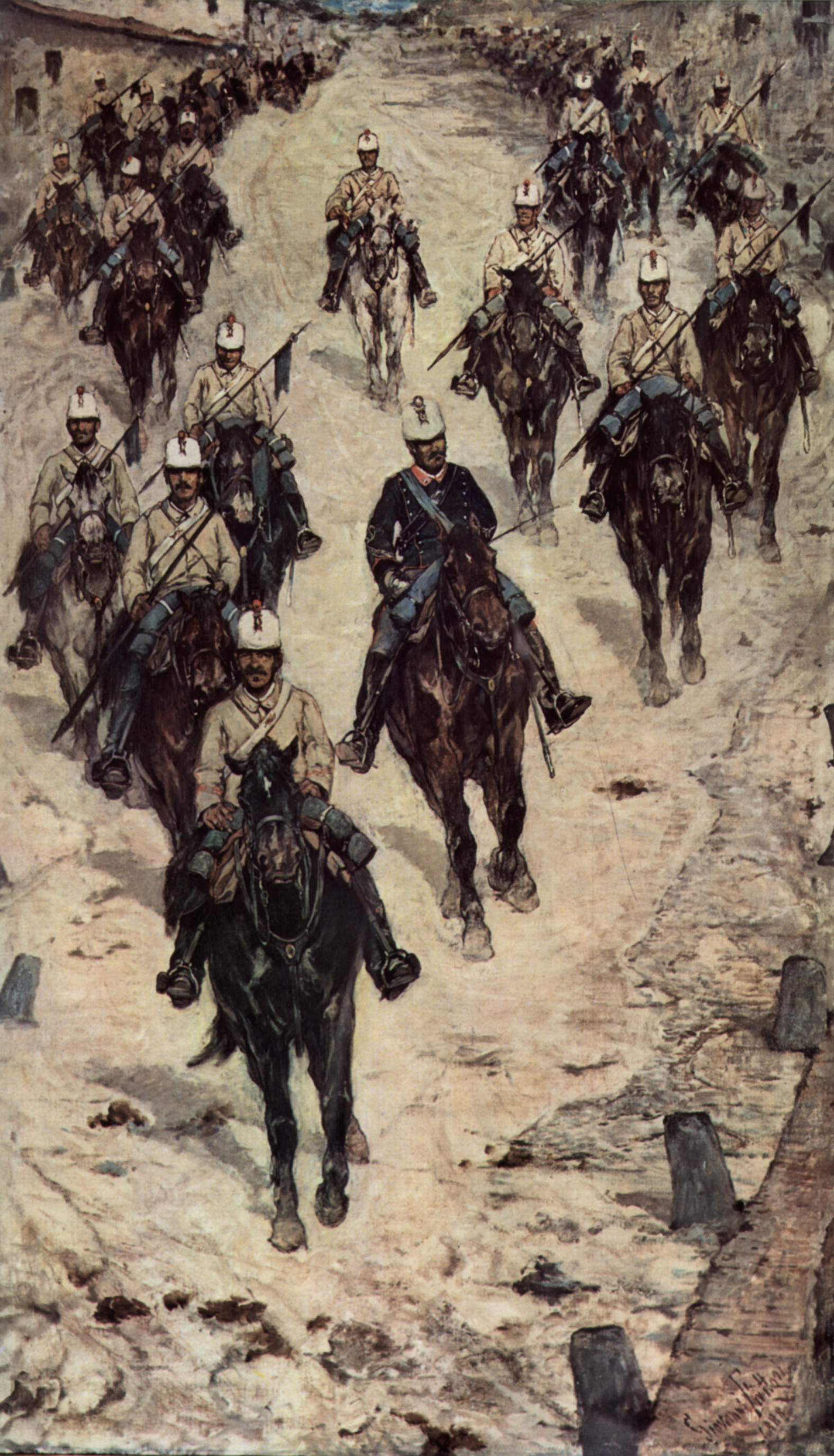
Джованні Фатторі. «Кавалерія на сільській вулиці»

Специфіка італійського романтизму наочно розкривається в своєрідності його жанрової системи. Майже повністю в ній відсутні такі суто романтичні жанри, як казка і фантастична повість чи оповідання. В поезії не набула значного розвитку балада. Відбувалося зближення ліричної поезії з піснею, але ця тенденція не вилилася в народно-фольклорну течію. За просвітницько-класицистичною традицією, вищий жанр італійські романтики вбачали в драмі і вважали, що саме вона здатна найповніше виразити зміст і характер сучасності. Вони приділяли велику увагу розробці теорії романтичної драми і художній реалізації цих теоретичних накреслень. В процесі подальшого розвитку італійської романтичної літератури головними її жанрами стають історичний роман і мемуари, історична драма й громадсько-патріотична лірика.
Багатьма своїми аспектами й рисами італійський романтизм вирізняється в колі тогочасних західноєвропейських літератур. Водночас ці аспекти й риси типологічно зближують його з романтизмом слов'янських та інших літератур Східної та Південно-Східної Європи — польської, української, чеської, угорської. Між італійською і названими літературами цієї епохи виявляється чимало паралелей, аналогій, типологічних збіжностей та спільностей, що виникали на ґрунті схожих суспільно-історичних умов, у яких вони розвивалися, схожості національно-визвольних завдань, які перед ними стояли. Їх основною спільною рисою є включеність в національно-визвольні рухи і, висунення на перший план у творчості проблематики, пов'язаної з цими рухами. Це та спільна домінанта, що об'єднує італійських письменників від Фосколо до Леопарді з польськими романтиками на чолі з Міцкевичем, з чеськими будителями, з Петефі та «Молодою Угорщиною», з Шевченком. Характерним для романтичної літератури Італії і названих країн є тип письменника, що брав активну участь в революційно-визвольній боротьбі. В цьому плані виразно проявляється типологічна близькість між італійськими романтиками-карбонаріями та Шевченком. Названа боротьба складає, зрештою, головний зміст і пафос їхньої творчості.
Романтизм поширився у Європі, Північній та Південній Америках, Закавказзі. З соціально-історичного погляду типологія романтизму ґрунтується на співставленні рівня розвитку соціальних відносин у суспільстві та історичної ситуації національної культури.

## Основні риси
Основними рисами італійського романтизму, які відрізняли його від романтизму інших країн є:
- повернення до місцевих діалектів,
- характер творів:
  - патріотичне-налаштування
  - свобода і мораль
  - високі контрасти
- жанри:
  - віршована новела
  - трагедія

Та перше місце у тематичній спрямованості італійського романтизму займали громадянсько-патріотичні проблеми.

## Герої

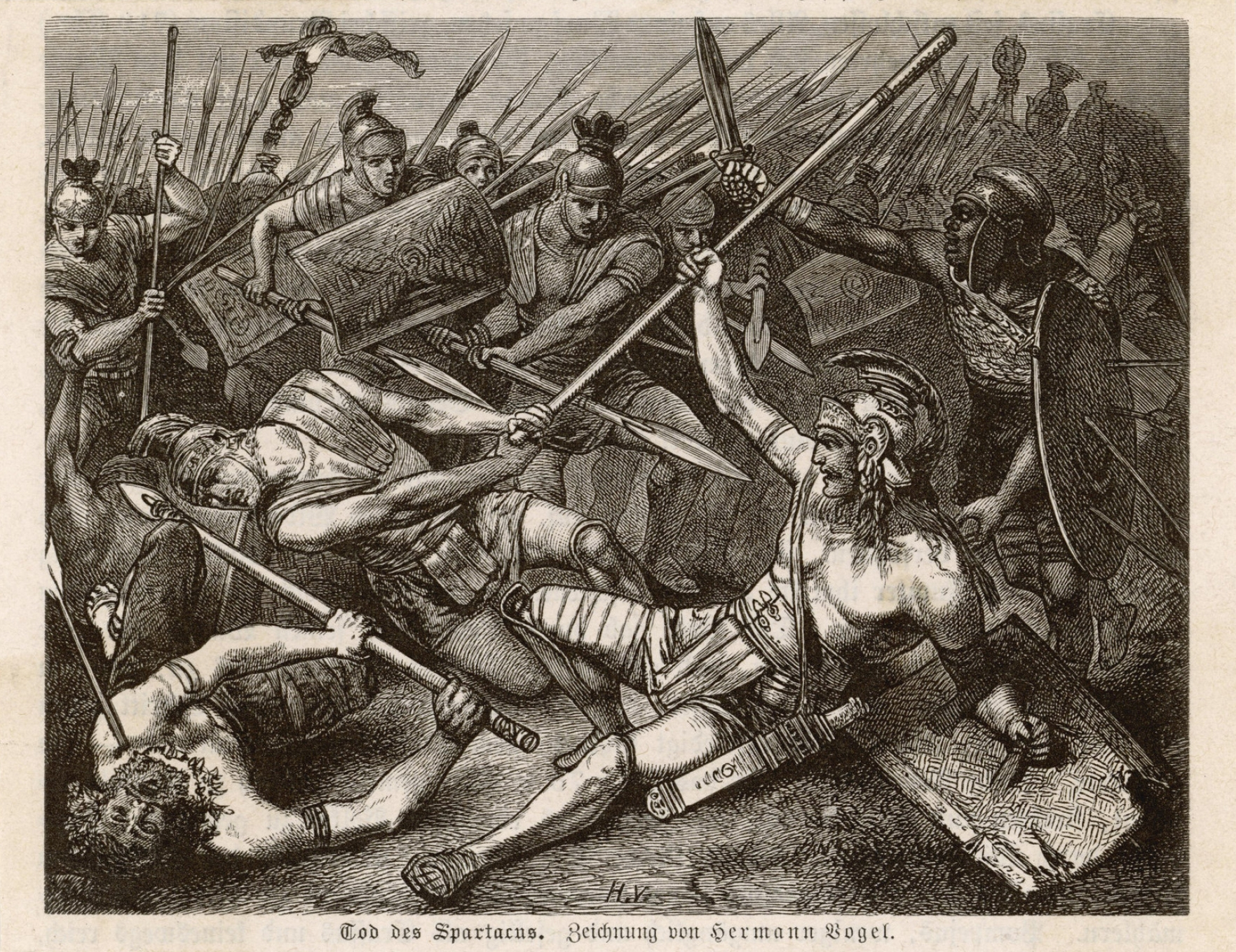
Герман Вогель. «Смерть Спартака»

Здебільшого героями літератури італійського романтизму виступали чоловіки. Це була проста кмітлива людина. Опис таких героїв означав, що література романтизму поверталась до зображення саме народного життя. У творах яскраво відбивався контраст між позитивними і негативними героями.
І хоча італійська література 19 століття не дала значних особистостей на кшталт французів Віктора Гюго чи белетриста Олександра Дюма чи англійця Джорджа Гордона Байрона, до славних подій античного чи нещодавнього минулого Італії звернулись інші (Рафаелло  Джованьйолі «Спартак», Етель Ліліан Войнич «Овід»).

## Представники
- Уго Фосколо, «Гробниці», «Останні листи Джакопо Ортіса».
- Алессандро Мандзоні, «Граф Карманьйола», «Заручені».
- Джакомо Леопарді, «Моральні начерки», «Длік, або квітка пустелі».